# Trévoux
Trévoux ist eine französische Stadt mit 6.931 Einwohnern (Stand 1. Januar 2022) im Département Ain in der Region Auvergne-Rhône-Alpes. Sie ist dem Kanton Trévoux und dem Arrondissement Bourg-en-Bresse zugeteilt.

## Geografie
Die mittelalterliche Kleinstadt Trevoux liegt am südwestlichen Rand des Départements Ain an der Grenze zum Département Rhône an einem steilen Schuttkegel, rund 20 Kilometer nördlich von Lyon am rechten Ufer der Saône, in die hier ihr der Formans mündet.

## Geschichte
Im Jahre 843 unterteile der Vertrag von Verdun das Reich Karls des Großen. Die Saône bildete dabei eine natürliche Grenze zwischen dem Königreich Frankreich im Westen und dem Römisch-deutschen Reich im Osten, zu dem nun auch Trévoux als Grenzstadt gehörte. Seit dem 13. Jahrhundert kam die Stadt in den Genuss eines Wegzolls, welcher die Schiffer der Saône zu entrichten hatten. Ende des 14. Jahrhunderts wurde Trévoux mit einer Burg und einer Stadtmauer befestigt und im Jahre 1400 zur Hauptstadt der Herrschaft von Dombes gekürt. Während Herzog Amadeus VIII. von Savoyen den Talmud im Januar 1417 in der savoyardischen Hauptstadt Chambéry verbrennen ließ, erlaubte der Herr von Trévoux seinen jüdischen Untertanen das Studium dieses heiligen Schriftwerks am 30. Juni 1417 ausdrücklich.
1523 wurde die Herrschaft von Dombes – obwohl die Provinz eigentlich Teil des Römisch-deutschen Reichs war – unter Einrichtung eines Parlements in Lyon vom französischen König Franz I. eingezogen. 1560 wurde das Lehen Dombes an das Haus Bourbon vergeben und Trévoux war die blühende Hauptstadt des Fürstentums Dombes (Principauté de Dombes). Am 12. Dezember 1696 wurde das Parlement de Dombes von Lyon nach Trévoux verlegt. Im 18. Jahrhundert wurde die Stadt für das vom Jesuitenorden herausgegebene Nachschlagewerk Le Dictionnaire et les Mémoires der Trévoux bekannt. Unter Ludwig XV. fiel die Dombes im Jahre 1762 endgültig an die französische Krone.
Trévoux war von 1790 bis 1926 eine der Unterpräfekturen des Départements Ain.

### Bevölkerungsentwicklung
Das Bevölkerungswachstum von Trévoux seit dem Zweiten Weltkrieg ist markant. So betrug die Zunahme zwischen 1946 und 2008 129 %; frankreichweit waren es im selben Zeitraum lediglich 54 %.
| Jahr                       | 1936 | 1946 | 1954 | !1962 | 1968 | 1975 | 1982 | 1990 | 1999 | 2008 | 2016 |
| -------------------------- | ---- | ---- | ---- | ----- | ---- | ---- | ---- | ---- | ---- | ---- | ---- |
| Einwohner                  | 3004 | 2961 | 3229 | 3594  | 4231 | 4583 | 4982 | 6092 | 6392 | 6768 | 6849 |
| Quellen: Cassini und INSEE |      |      |      |       |      |      |      |      |      |      |      |

## Sehenswürdigkeiten

### Burg
Die Ruinen der Burg Château fort de Trévoux aus dem 13. und 14. Jahrhundert thronen noch heute hoch über der Stadt. Erhalten geblieben ist ein dreieckiger Hof, der mit einer Mauer umgeben ist, welche über die Zeit etwa einen Viertel ihrer ursprünglichen Höhe eingebüßt hat. An jeder Ecke des Hofes ragt ein Befestigungsturm in die Höhe. Der Hauptturm im Westen aus ortstypischem Pierres dorées (Kalkstein, der Dank seinem Eisenoxydgehalt golden schimmert) ist auf das Ende des 13. Jahrhunderts datiert und weist einen oktogonalen Grundriss auf. Der hufeisenförmige Nordturm und der kreisrunde Südturm stammen aus den Jahren 1350 bis 1360. Noch heute ist die Befestigungsmauer ersichtlich, welche vom Hauptturm zum alten Stadtkern führte. Mit dem Ende des Mittelalters verlor die Festung rasch an Bedeutung und wurde nur noch punktuell unterhalten. Schwere Schäden erlitt sie 1563 während eines Angriffs der Protestanten im Ersten Hugenottenkrieg, vermutlich wurde sie anschließend gar nicht mehr genutzt. Berichte legen nahe, dass die Wehranlage bereits am Ende des 17. Jahrhunderts eine Ruine war. In den Revolutionswirren galt sie als ein Symbol des Ancien Régime und wurde deshalb zur Zielscheibe des aufgebrachten Mobs: die obersten zwei Stockwerke des Hauptturms wurden 1794 niedergerissen. Die Anlage steht seit 1913 unter Denkmalschutz und dank ihrer Lage bietet sie dem Besucher auch einen eindrücklichen Rundblick auf das Tal der Saône, die Dombes, das Beaujolais sowie die Monts d’Or, ein kleines Bergmassiv südwestlich von Lyon.

### Parlement
Das Parlement de Dombes von Trévoux ist ein Gebäude mit reicher Innenausstattung aus dem frühen 18. Jahrhundert. Das Parlament wurde 1523 vom französischen König Franz I. in Lyon gegründet und 1696 von Louis Auguste de Bourbon, Herzog von Maine, nach Trévoux verlegt. Claude Cachet de Montézan und sein Sohn Benoît wurden mit der Errichtung eines adäquaten Baus außerhalb der Stadtmauern beauftragt. Die offizielle Einweihung fand 1703 statt, obwohl sich die Fertigstellung des Gebäudes hinauszog. Bemerkenswert sind die von Pierre Paul Sevin de Tournon geschaffenen Fresken und die dekorativen Holzverkleidungen an Wänden und Decken. Die Innenausstattung des Zuhörersaals steht seit 1920 und jene der Eingangshalle seit 1991 unter Denkmalschutz. Mit dem Anschluss der Dombes an Frankreich im Jahre 1762 verlor das Gebäude seine ursprüngliche Funktion. Es wird heute vom örtlichen Zivilgericht und von der Finanzbehörde genutzt.

### Weitere Sehenswürdigkeiten

Blick auf Trévoux, links die Hängebrücke Passerelle de Trévoux über der Saône

- Die antike Apotheke L’apothicairerie de l’hôpital Montpensier ist im ehemaligen Hospital Hôtel-Dieu, welches Anne Marie Louise d’Orléans, Herzogin von Montpensier, genannt La Grande Mademoiselle, im 17. Jahrhundert errichten ließ, untergebracht. Das Innere ist mit Holz getäfelt und man präsentiert eine Sammlung von alten Apothekergefäßen.
- Das Schloss Château de Corcelles wurde 1840 zum Jagdschloss umgebaut und steht seit 1996 unter Denkmalschutz. Bemerkenswert ist der Salon à l’italienne mit seinen Jagdbildern.
- Das Schloss Château de Fétan wurde 1622–1623 errichtet. Es steht seit 1973 unter Denkmalschutz und besticht durch seine Raumwirkung sowie seine Bedachung.
- Das Hôtel du gouverneur des Dombes wird heute als Gerichtsgebäude genutzt. Es steht seit 1933 wegen seines Hauptportals (Porte cochère) unter Denkmalschutz.
- Das Maison Anginieur an der Rue du Gouvernement steht seit 1933 unter Denkmalschutz.
- Das Maison Guerrier an der Rue du Port steht seit 1933 unter Denkmalschutz.
- Das Maison des Sires de Villars an der 33, Rue du Gouvernement steht seit 1991 unter Denkmalschutz.
- Eine Dauerausstellung im örtlichen Touristenbüro (Office de tourisme Trévoux Saône Vallée) zeigt eine Ausstellung über das Handwerk des Drahtziehers und der Herstellung von Zieheisen. Trévoux war früher ein Zentrum zur Herstellung von Gold- und Silberdraht für die Bijouterie. Nachdem die Dombes von Frankreich annektiert wurde, fielen auch die steuerlichen Privilegien beim Handel mit Edelmetallen weg. Daraufhin spezialisierte sich die Stadt auf die Produktion von sogenannten Filières en diamant auf dessen Herstellung Trévoux bis zum Zweiten Weltkrieg ein Quasi-monopol hatte. Mit diesem Werkzeug werden hochpräzise Löcher in das Zieheisen eingebracht, wobei der Bohrer in der Regel aus einer speziellen Stahllegierung besteht. Traditionell wurde dieser Bohrer von den Handwerkern „Diamant“ oder auch „Brillant“ genannt.[4]
- Die Passerelle de Trévoux ist eine kleine Hängebrücke über der Saône, die Trévoux im Département Ain mit Quincieux im Département Rhône verbindet. Die 165 Meter lange Brücke ist heute Fußgängern und Zweirädern vorbehalten. Die Einweihung fand am 8. Mai 1851 statt und bis 1889 wurde beim Überqueren eine Maut eingezogen. 1978 scheiterte der geplante Abbruch der Brücke am Widerstand der örtlichen Bevölkerung.[5]

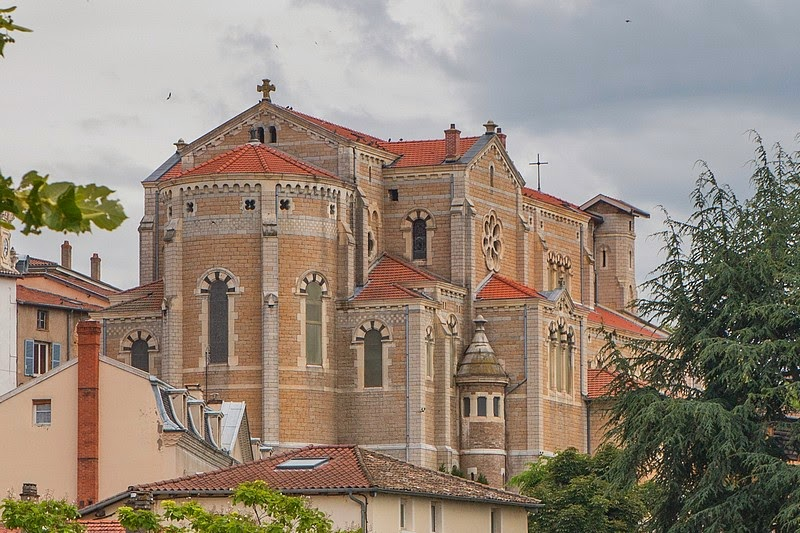
Kirche Saint-Symphorien
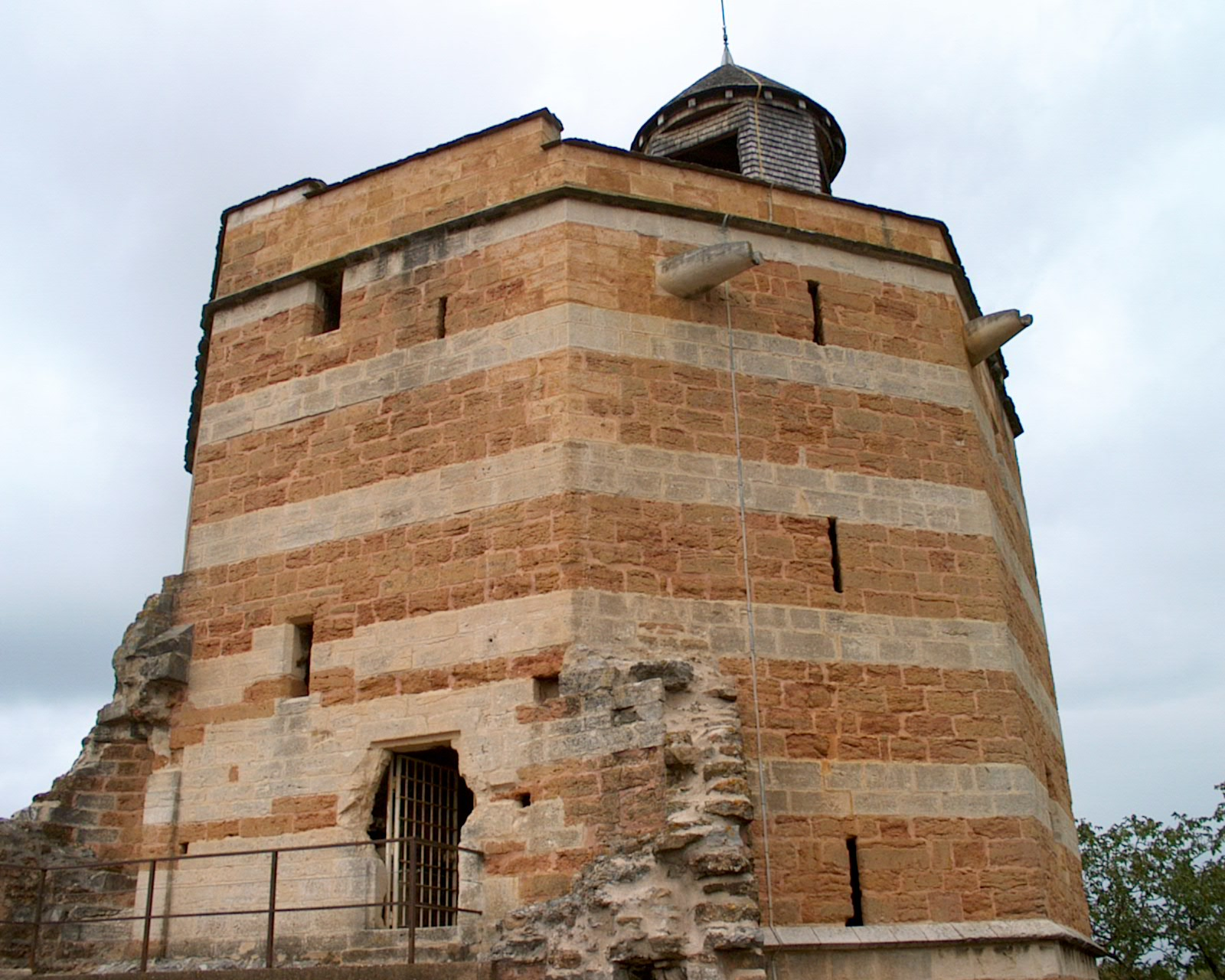
Hauptturm des Château fort
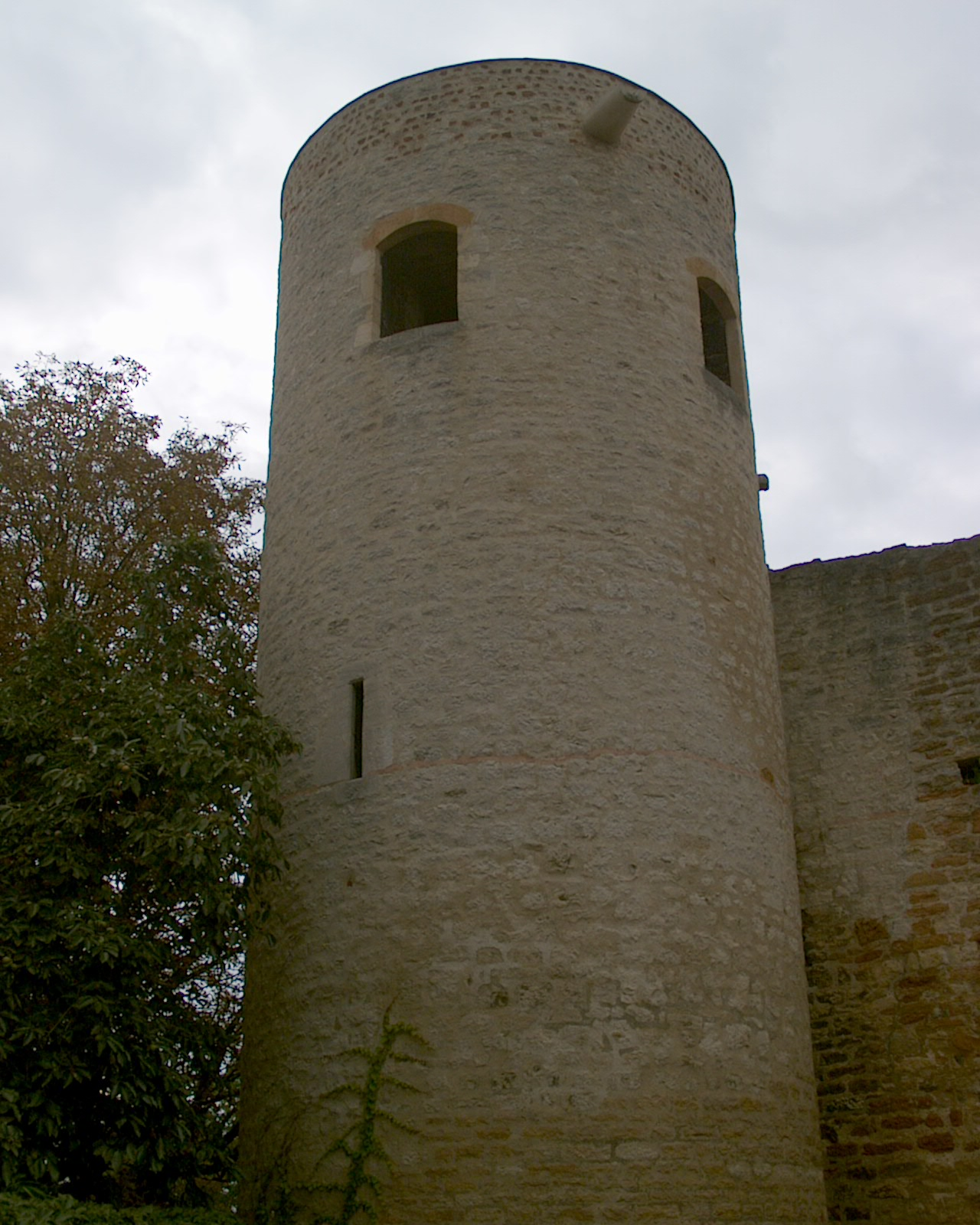
Südturm des Château fort
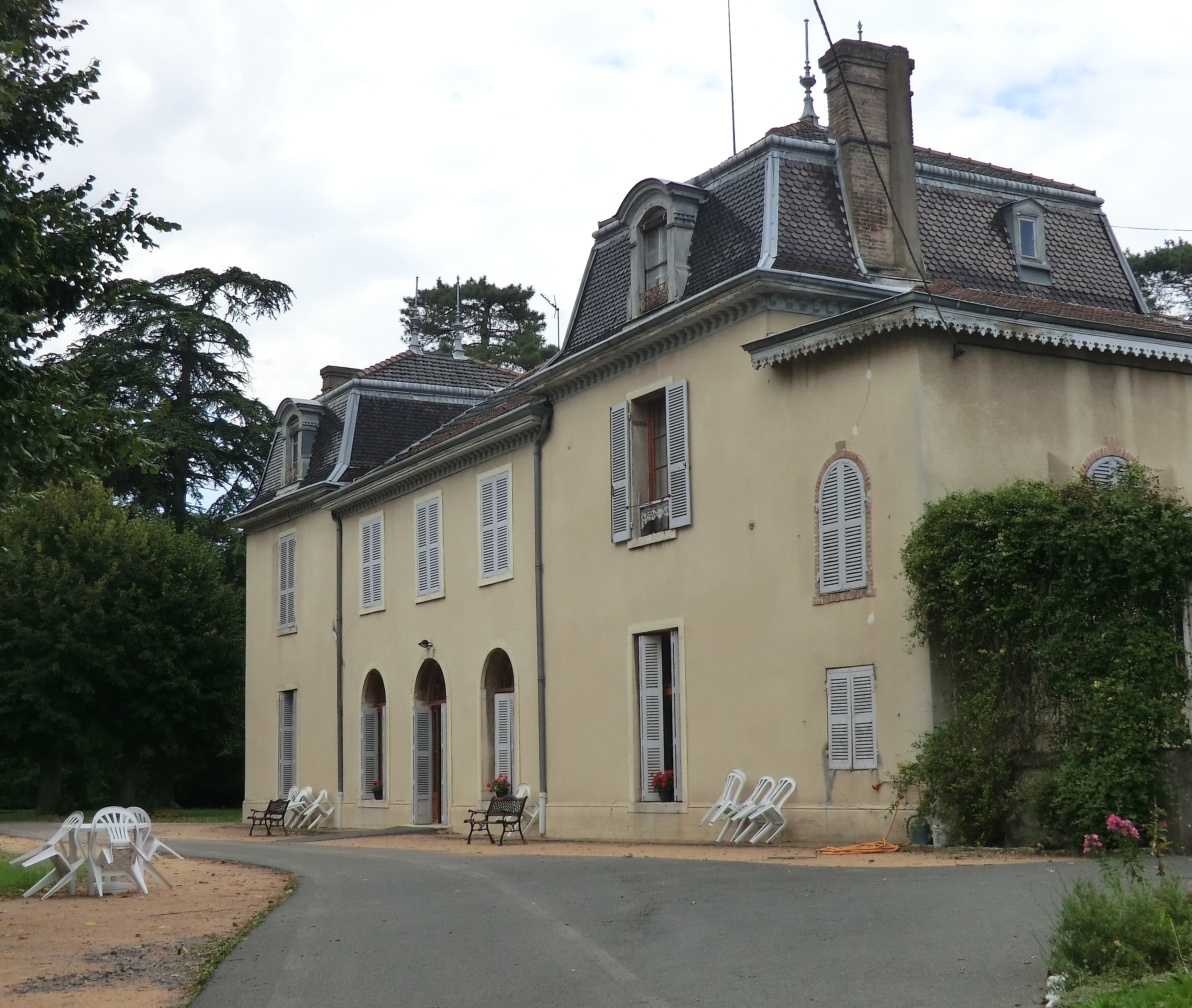
Schloss Corcelles
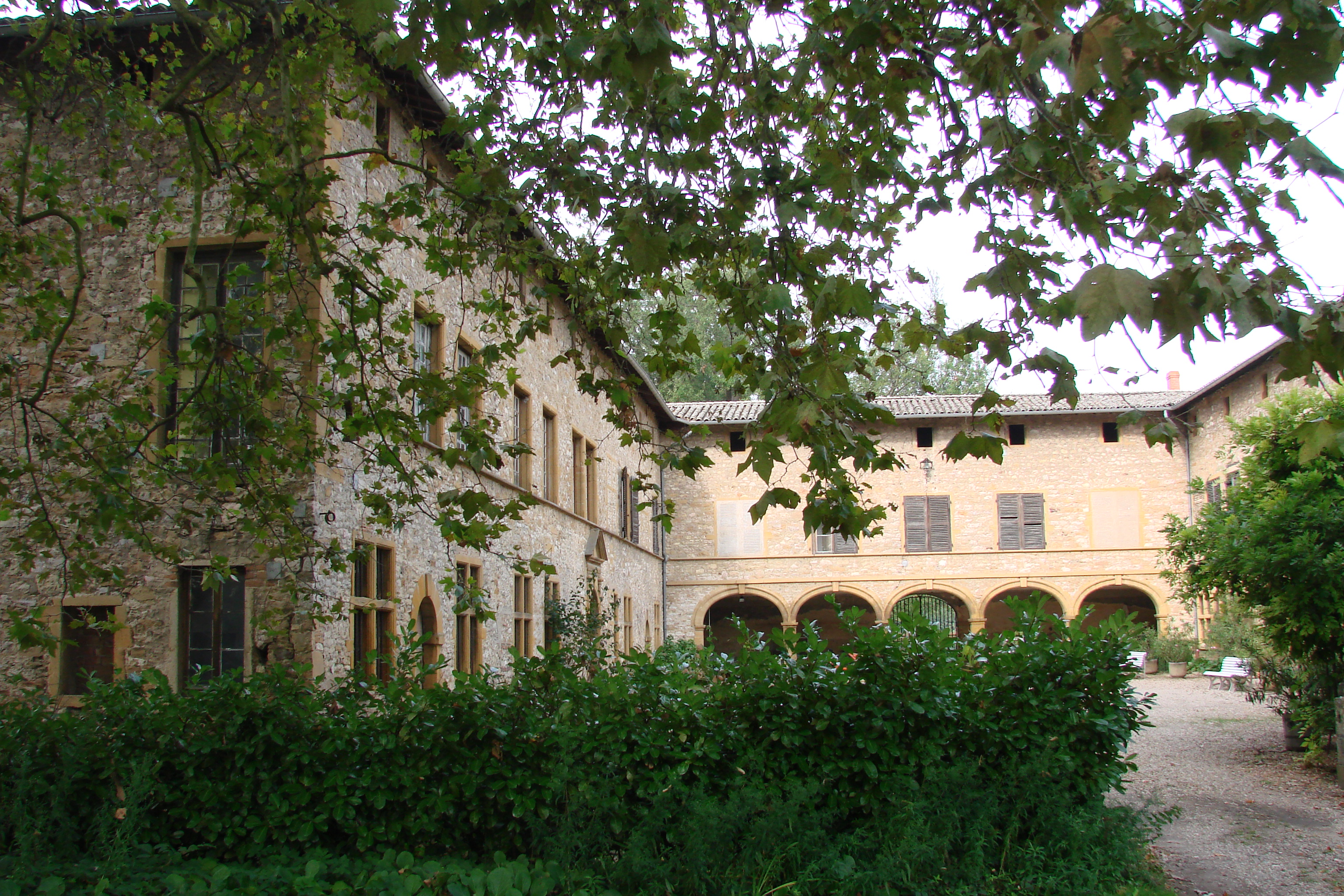
Schloss Fétan
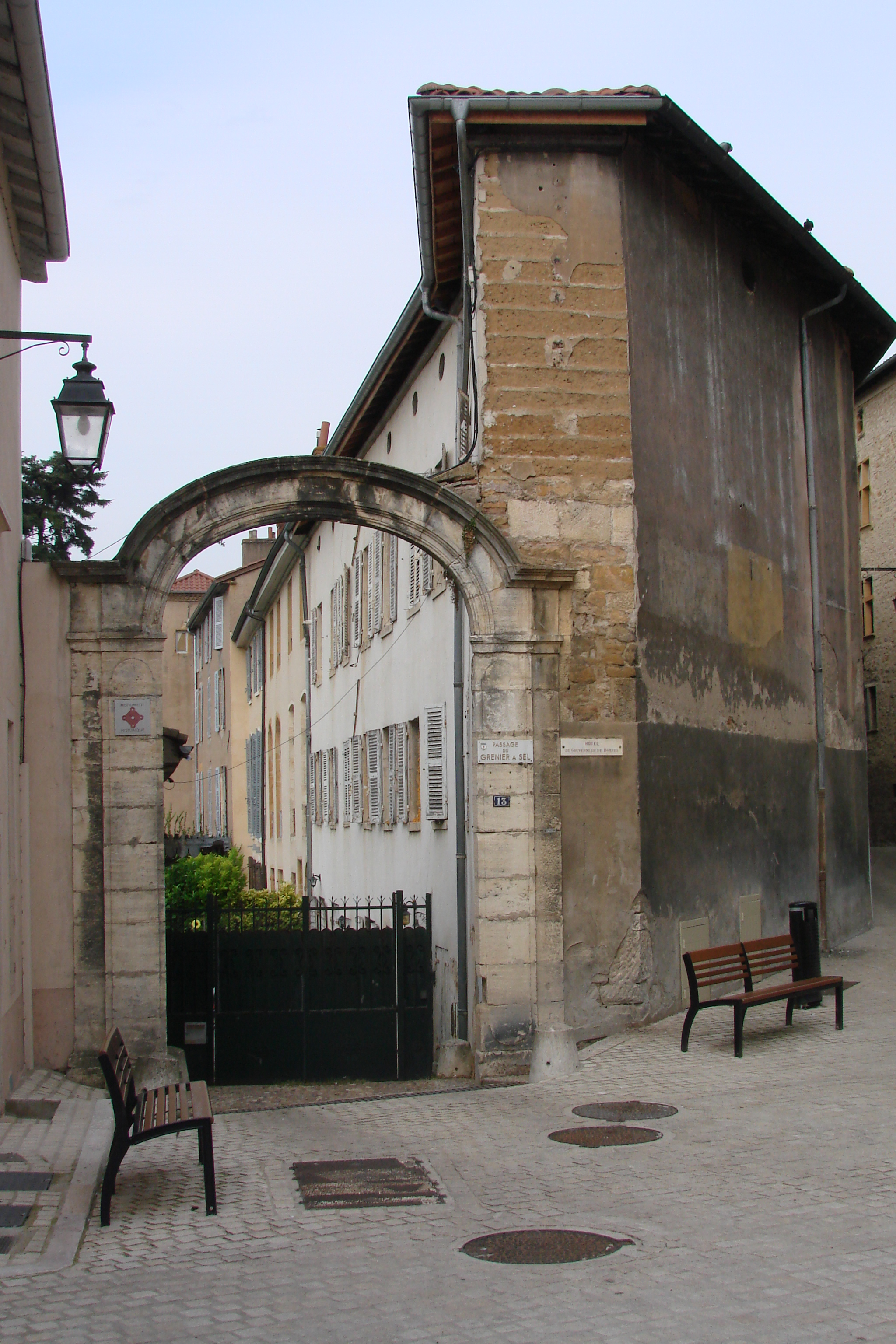
Portal der ehemaligen Residenz der Herrschaft Dombes
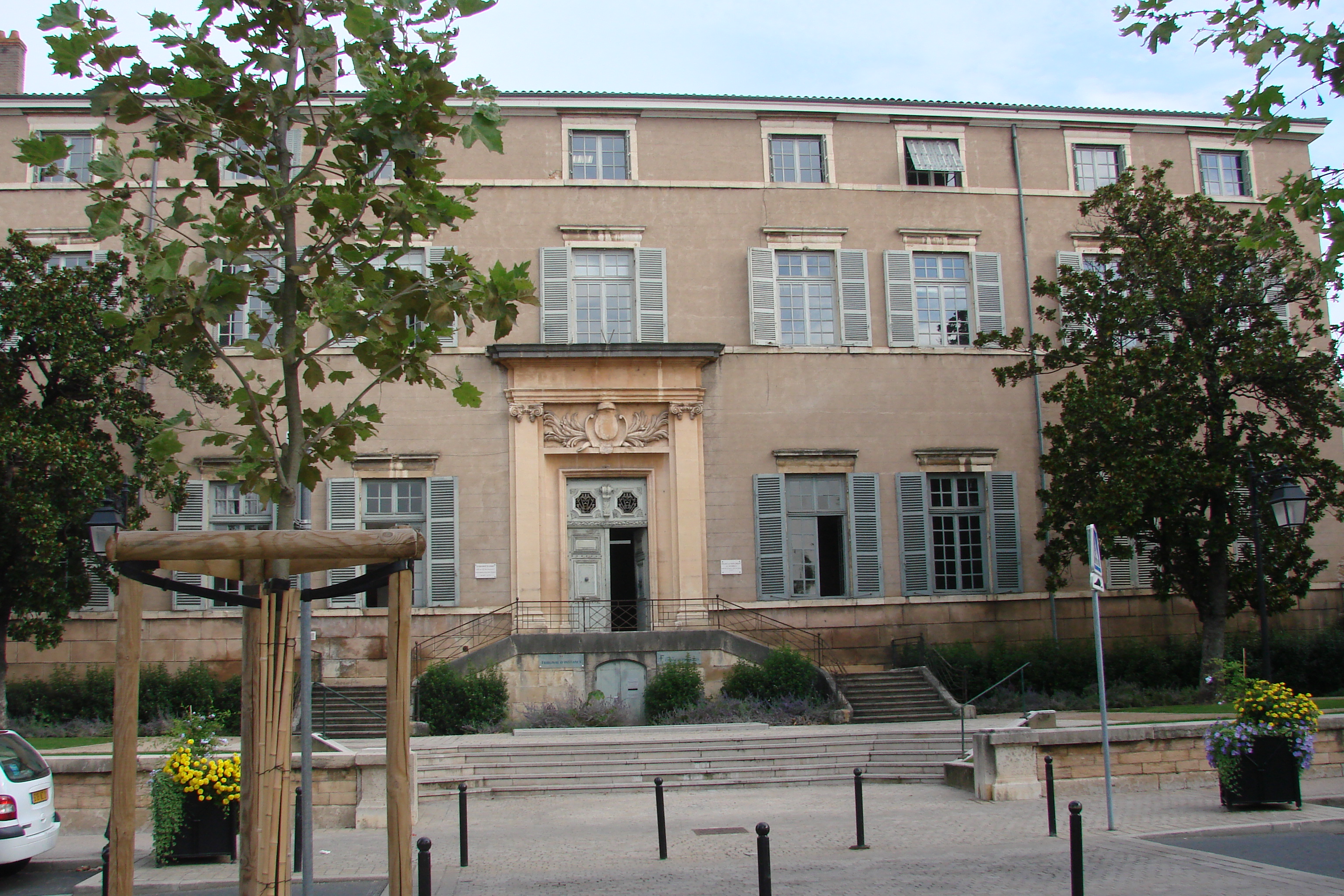
Parlement de Dombes
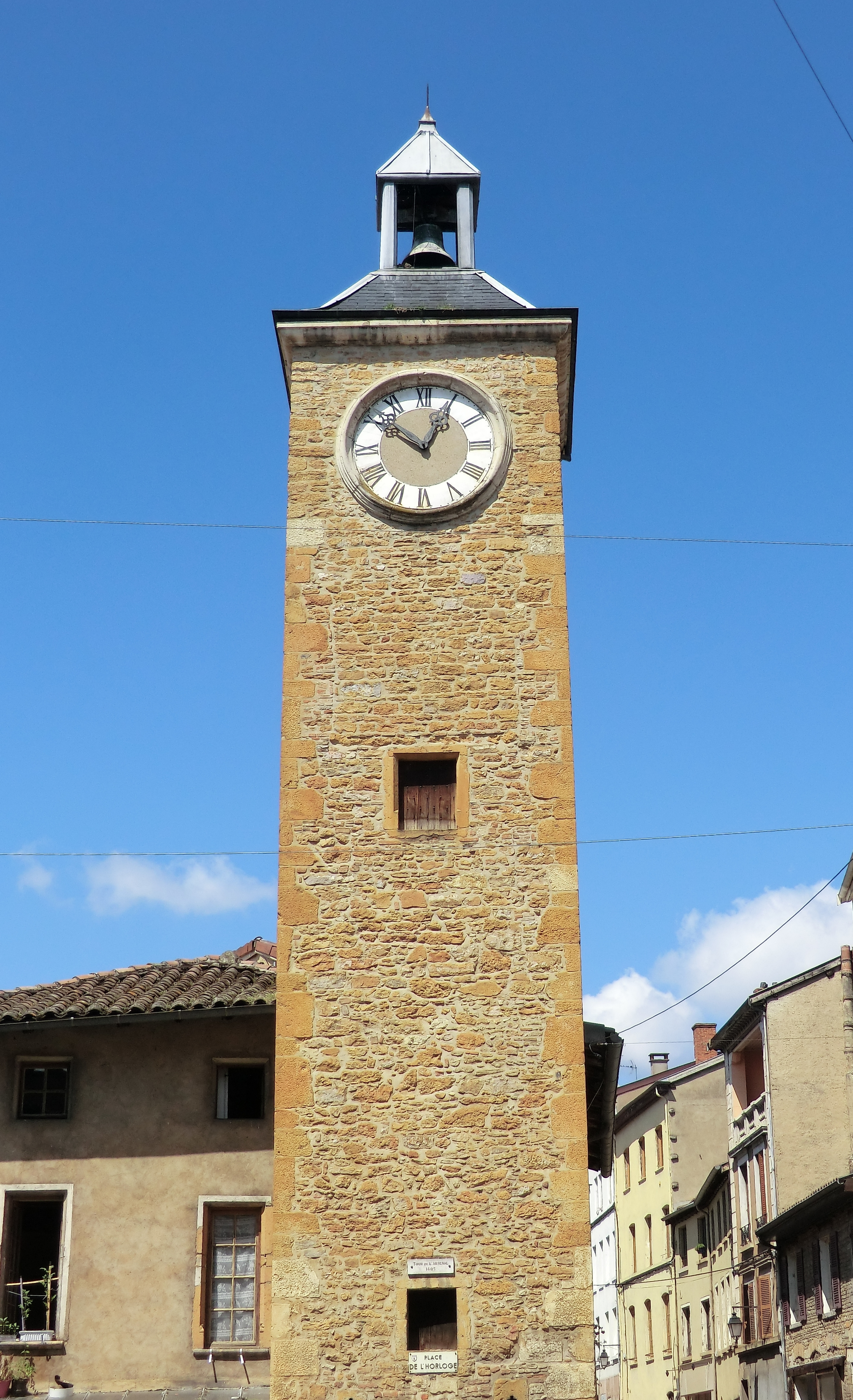
Uhrturm

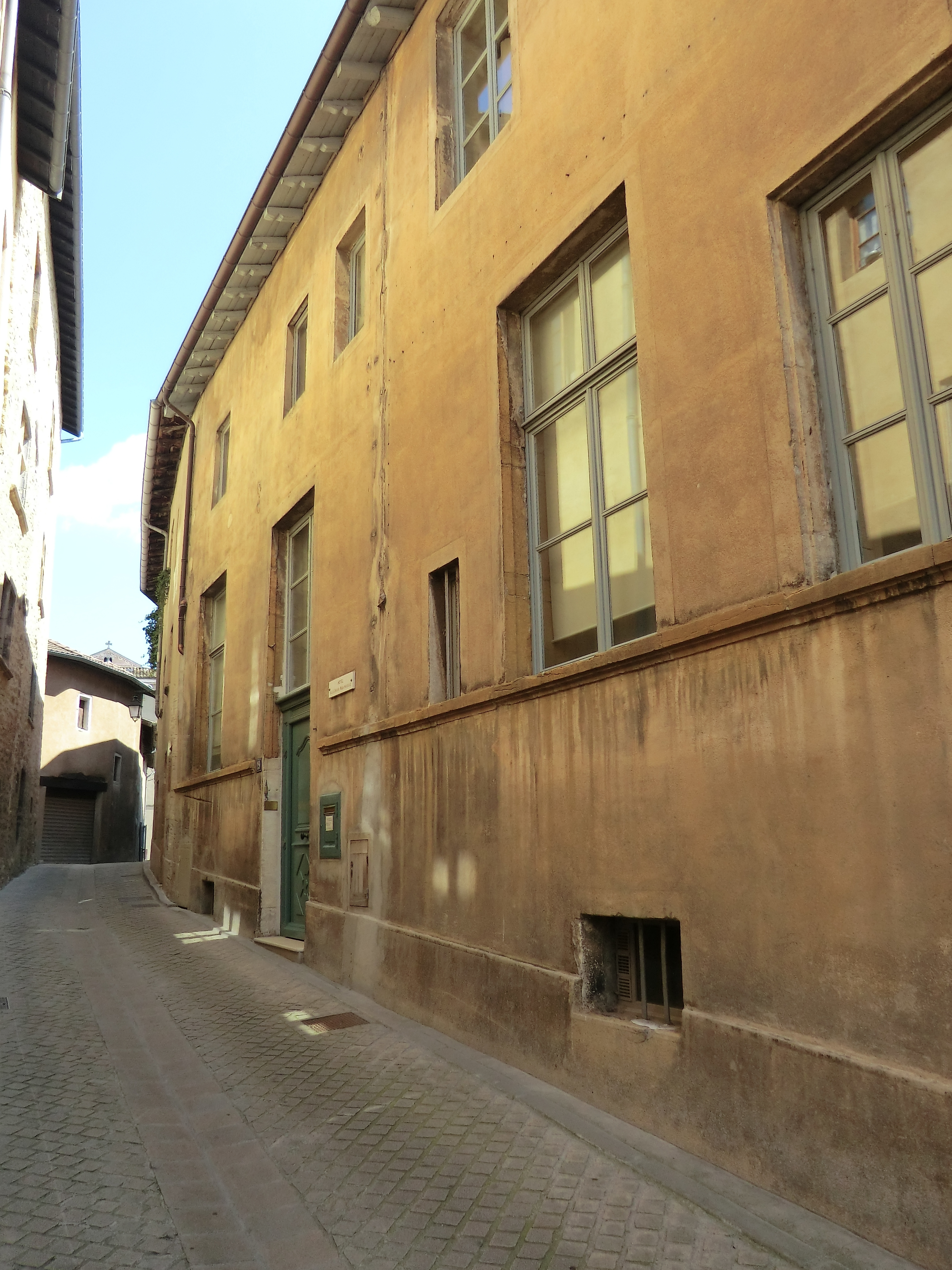
Maison Anginieur
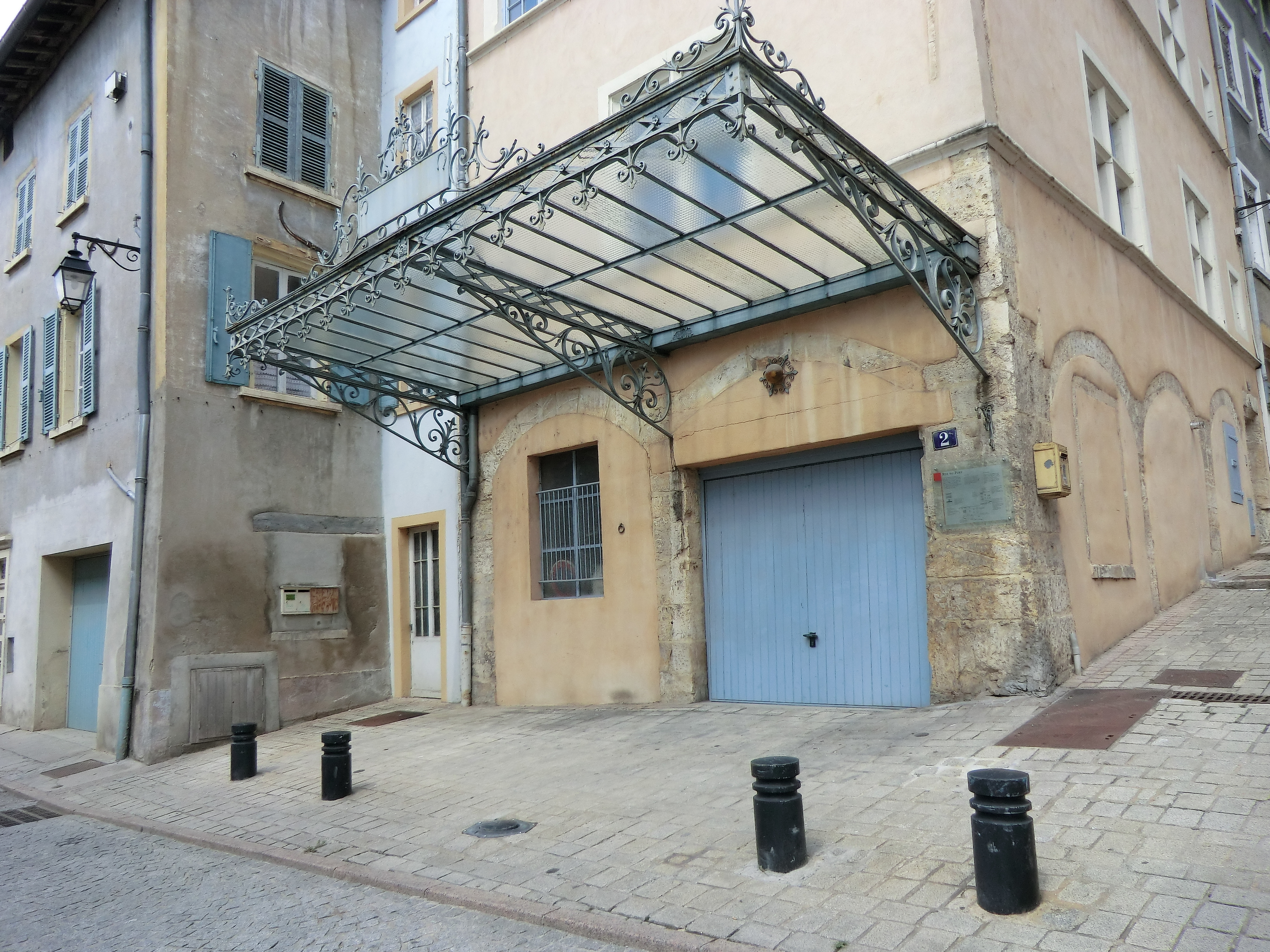
Maison Guerrier
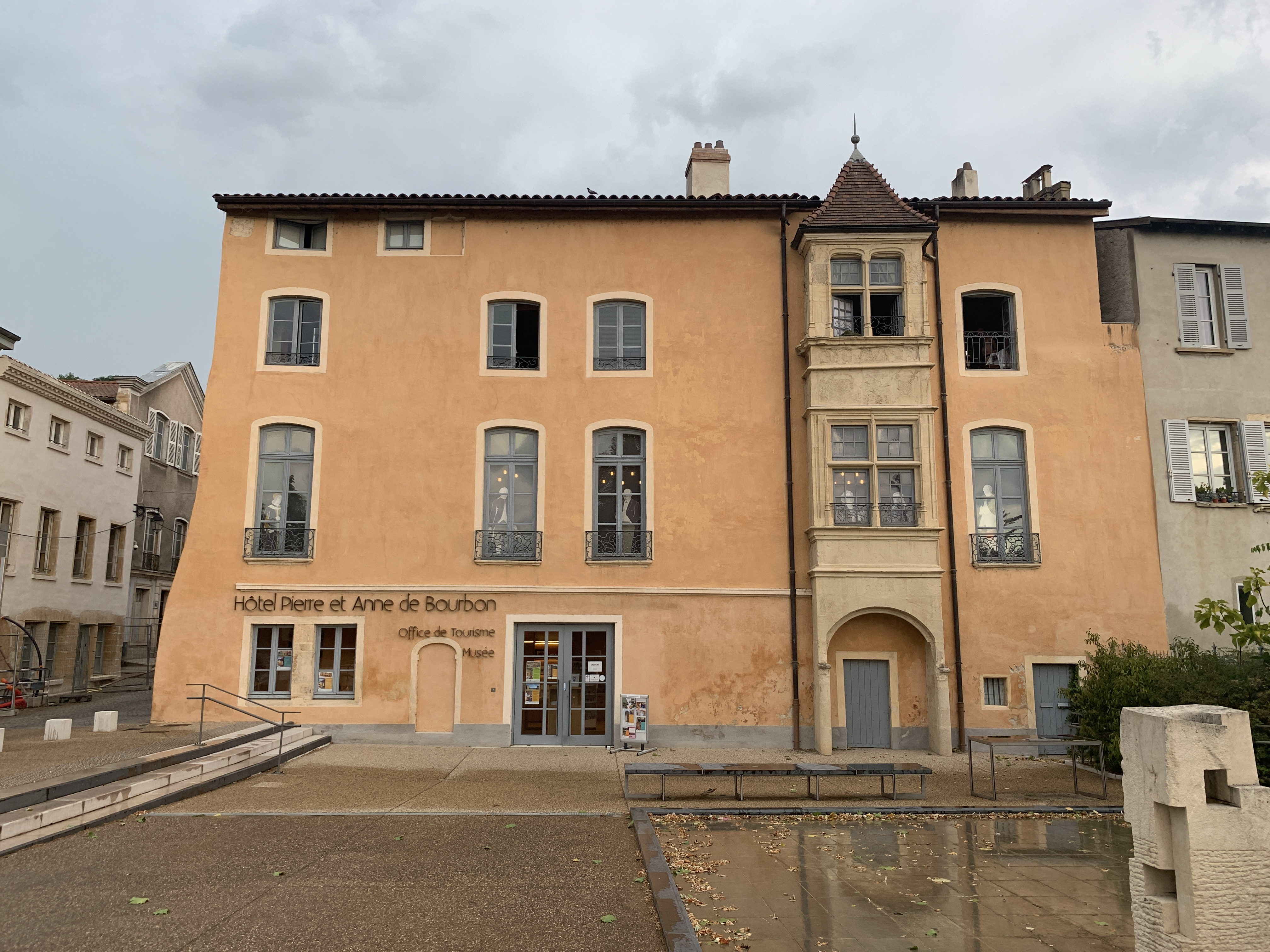
Maison des Sires de Villars
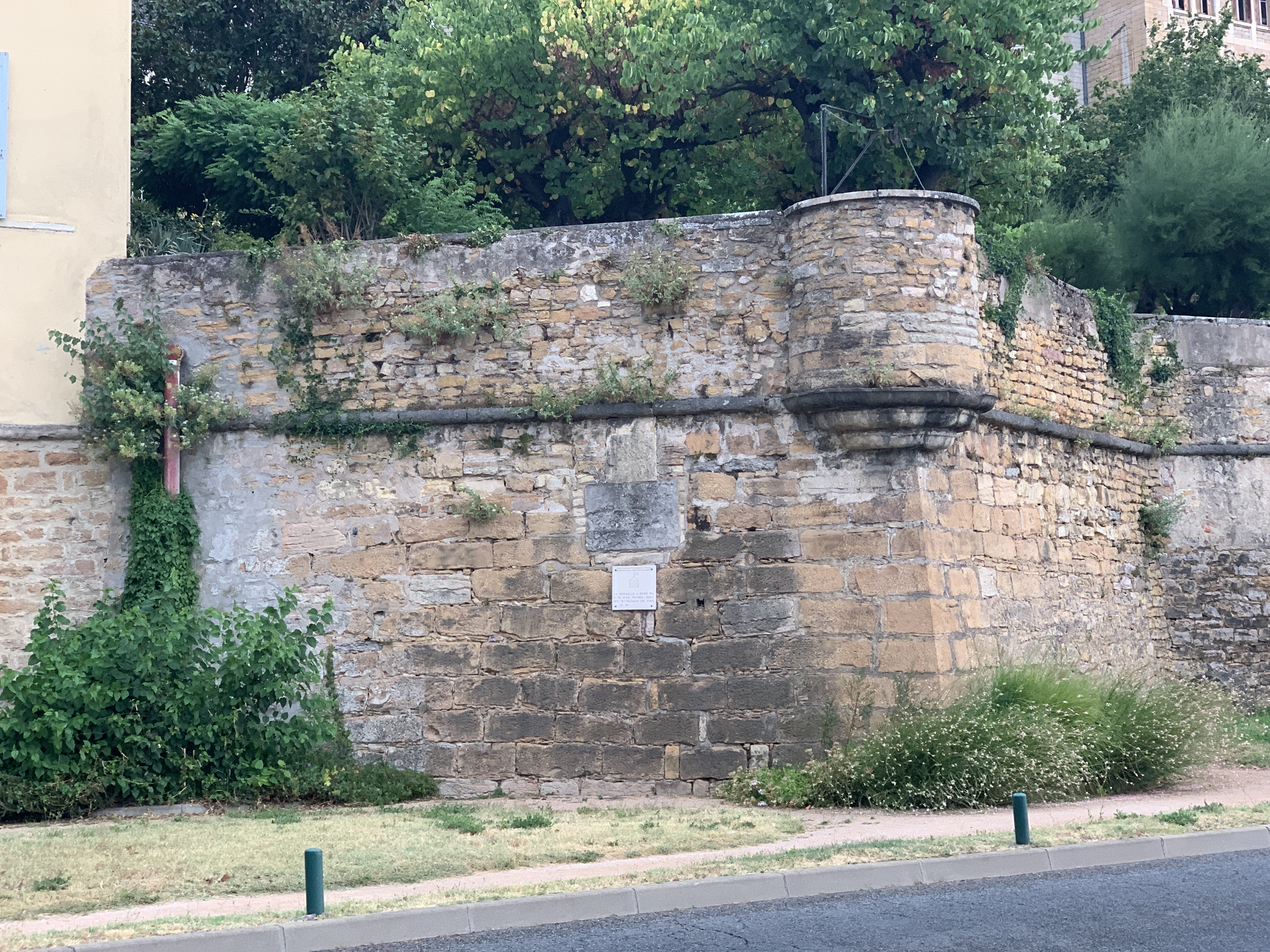
Reste der alten Stadtbefestigung
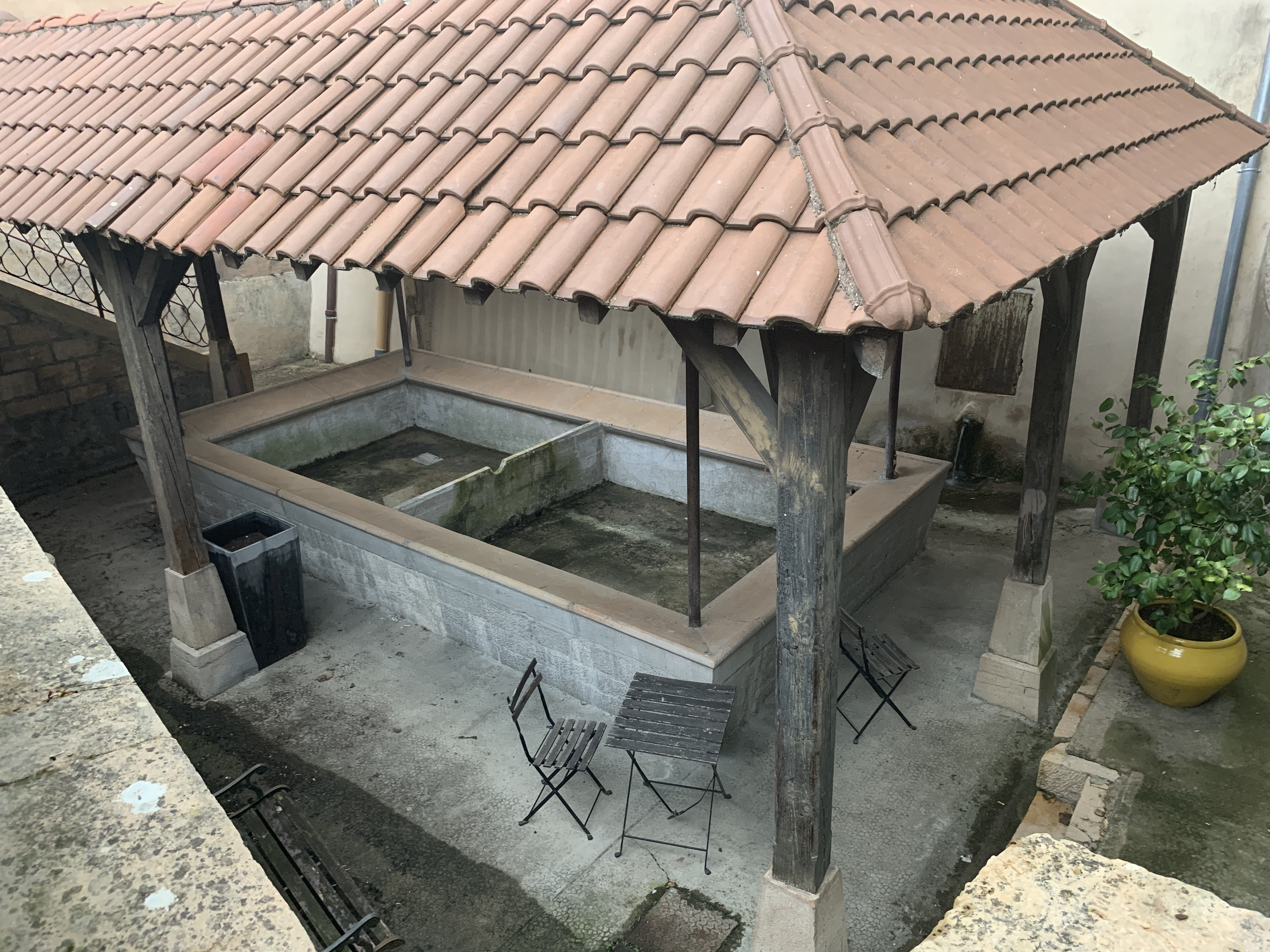
Lavoir Lafond
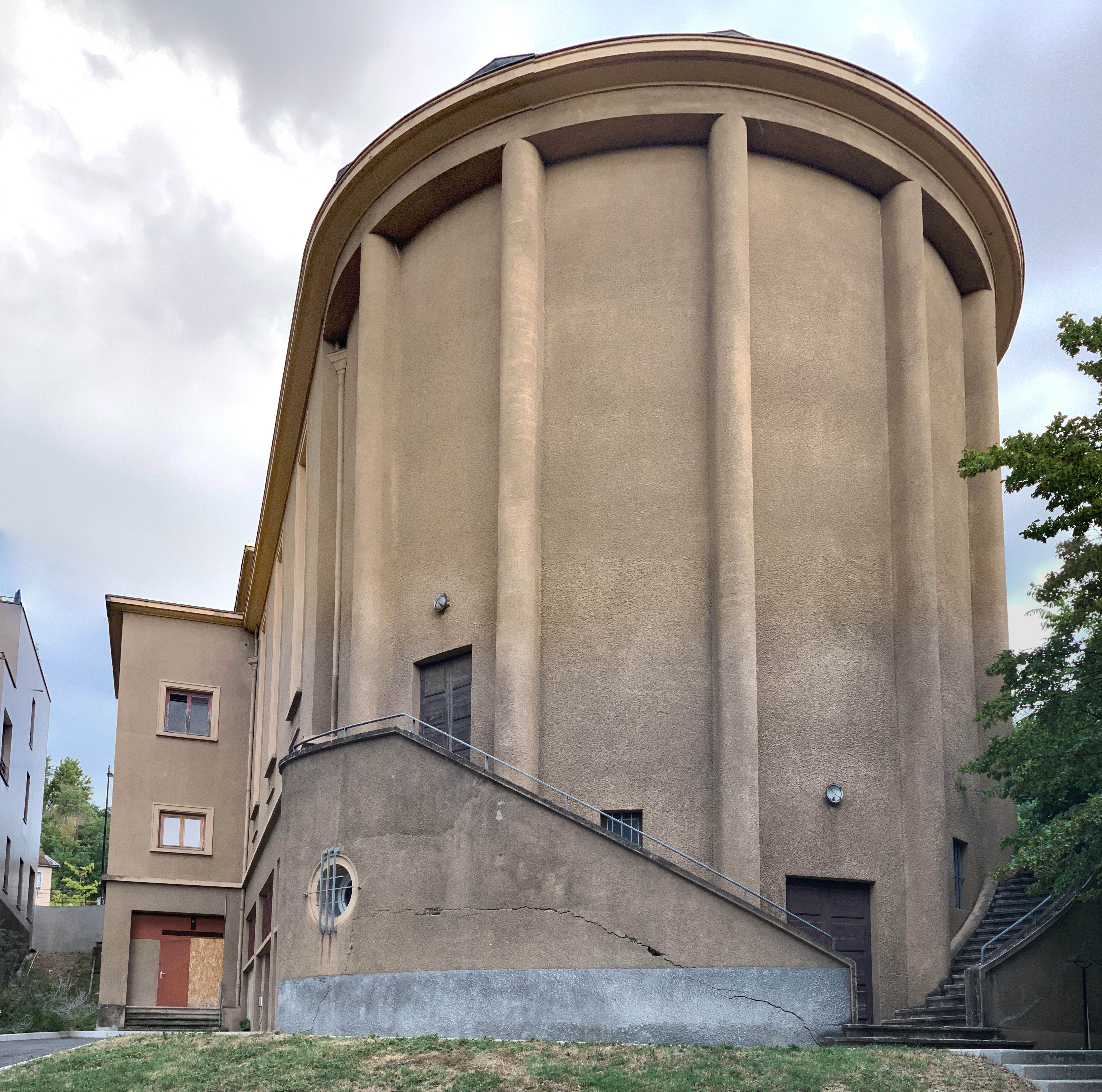
Festhalle der Stadt
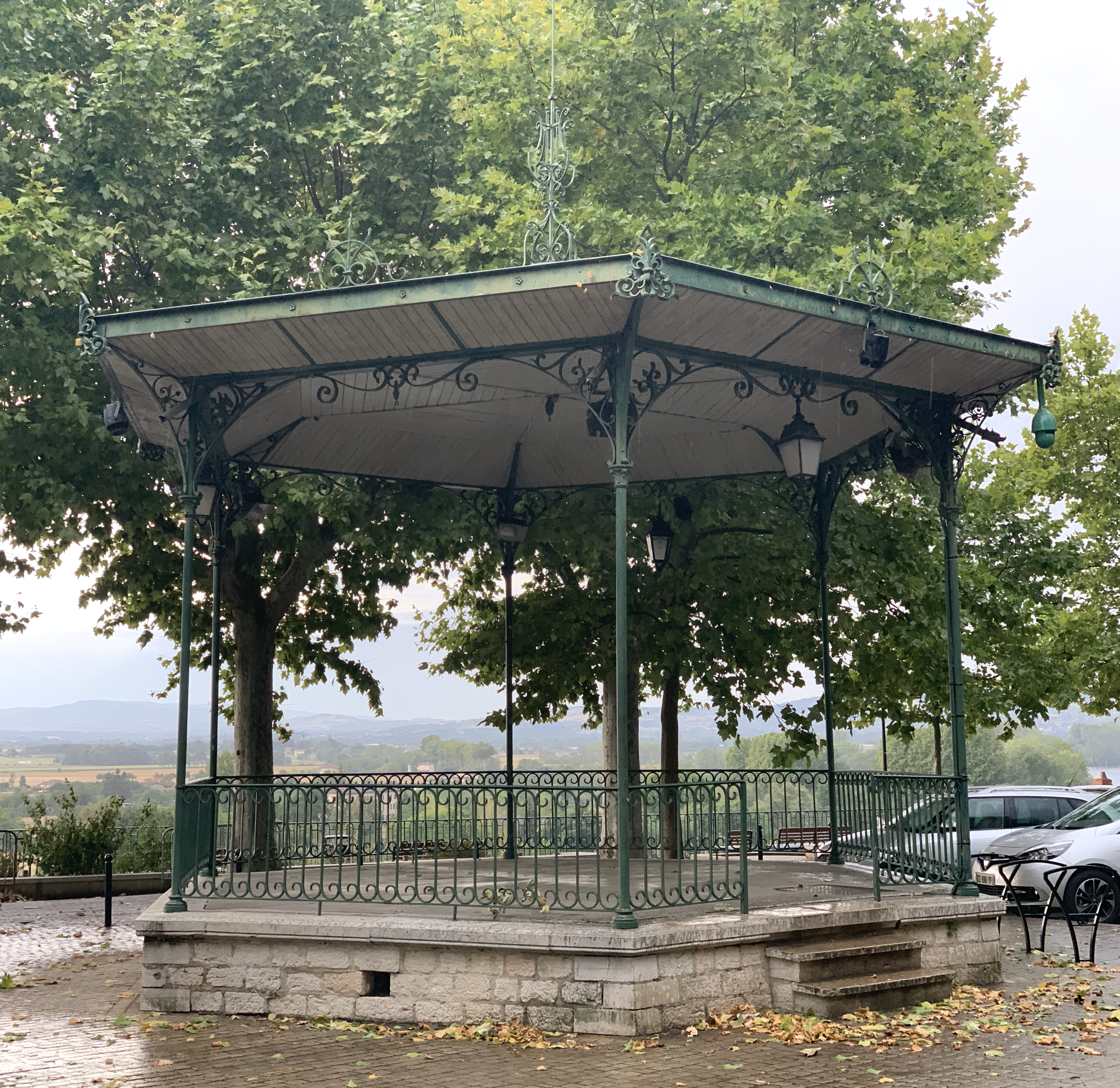
Musikpavillon
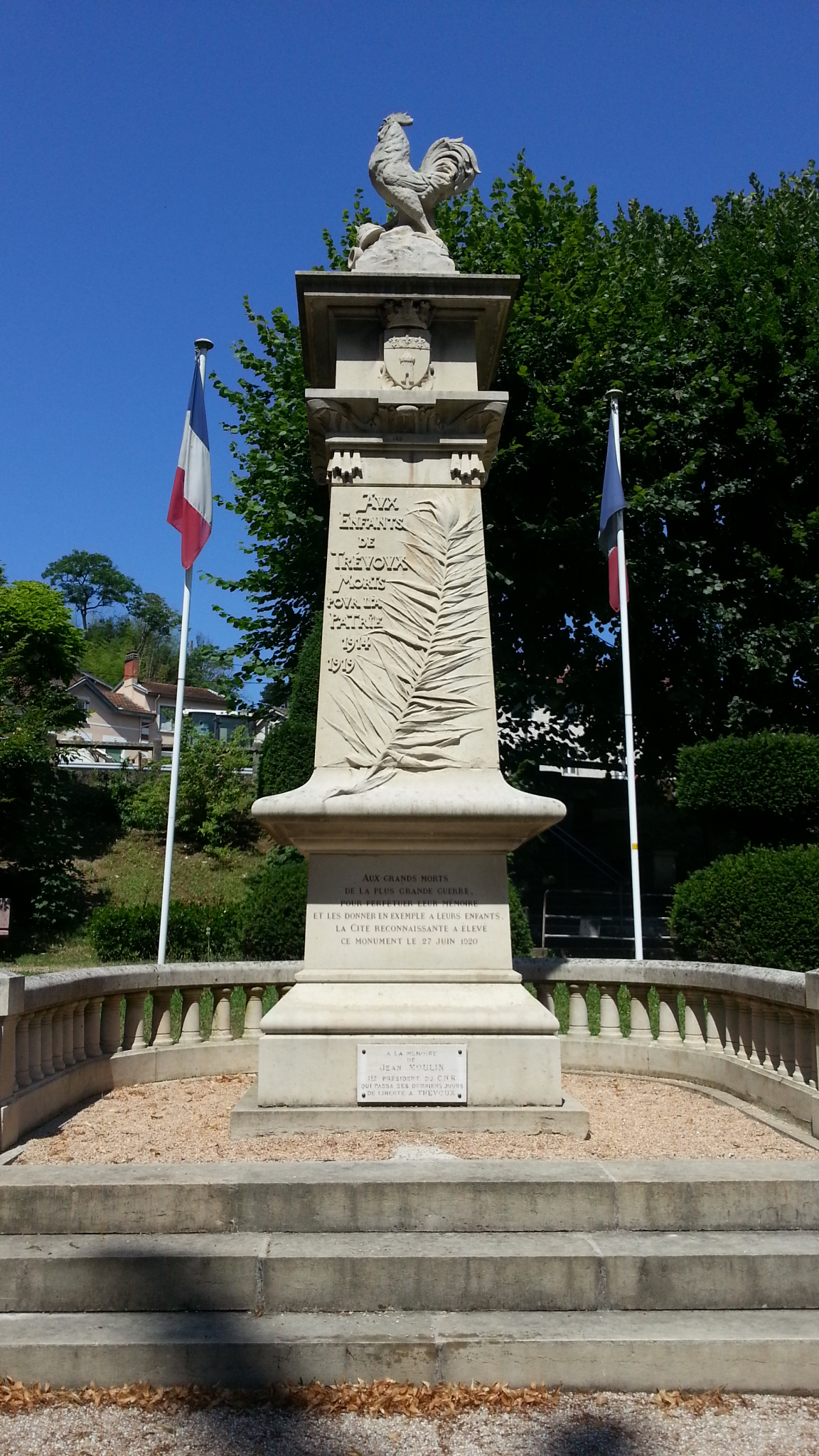
Gefallenendenkmal

## Persönlichkeiten
- Daniel Dagallier (* 1926), Degenfechter